# Brunoro della Scala
Brunoro della Scala (ca. 1380 - Viena, 21 de noviembre de 1437) fue un noble italiano, descendiente de los Scaligeri.

## Biografía
Brunoro della Scala era hijo de Guillermo della Scala y una noble de Saboya. Se desconoce el lugar y la fecha de su nacimiento; se sabe que su padre se encontraba exiliado desde 1360, yendo de un lugar a otro con su esposa y su séquito. Brunoro nació, sin embargo, en el último cuarto del siglo XIV.
Encontramos a su padre Guillermo con Brunoro y sus hermanos en Verona en 1404, recién reconquistada a los Visconti, con la ayuda de los señores de Padua de la dinastía de Carrara. En esta empresa, Brunoro se distinguió por su valor y fue nombrado caballero por Francesco Novello da Carrara. Su padre Guillermo falleció ese mismo año, y Brunoro y sus hermanos Antonio, Paolo y Fregnano se convirtieron en co-señores de Verona.
Los Carraresi pidieron entonces ayuda a sus aliados, los Scaligeri, para reconquistar Vicenza, aún en manos venecianas. Pero Brunoro y los demás della Scala no pudieron prestar ayuda, ya que el castillo de Verona seguía en manos de los milaneses. Por lo tanto, los da Carrara, habiendo perdido la confianza en ellos y habiendo recibido confirmación de las negociaciones entre los Scaligeri y los venecianos, los encarcelaron con un subterfugio, conquistando luego Verona: así fue como el señorío de los Scaligeri sobre la ciudad terminó para siempre.
Encarcelados en Monselice, la familia della Scala fue liberada por los venecianos y desde allí comenzó su exilio definitivo, primero en Trento y luego, con mucha frecuencia, en Alemania, donde residía su madre. Brunoro recibió numerosos beneficios e investiduras de feudos de los emperadores del Sacro Imperio Romano Germánico, quienes invistieron oficialmente a la familia della Scala con el título de vicarios imperiales de Verona y Vicenza.
En particular, Brunoro formó parte a menudo del séquito del emperador Segismundo de Luxemburgo, para quien realizó numerosas visitas diplomáticas a diversos príncipes italianos, siempre con el objetivo final de reconquistar Verona y Vicenza de manos de los venecianos. 
Por su parte, Venecia buscó primero un acuerdo diplomático, ofreciendo una compensación económica, que Brunoro rechazó. Posteriormente, los venecianos le pusieron un alto precio y organizaron varios intentos de asesinato, todos fallidos.

## Descendientes
En 1437 Brunoro se casó con Ana, hija del conde Enrique VI de Gorizia, con el objetivo de suceder a su suegro en dicho estado, lo que sin embargo no ocurrió porque ese mismo año Brunoro murió mientras se encontraba en Viena.

## Sucesión
| Predecesor: Guillermo della Scala (1404) | Señor de Verona 1404 | Sucesor: Ninguno |

- Datos: Q11910113